# Utrakwiści
Utrakwiści, także kalikstyni (z łac. calix „kielich”) – pierwotnie określenie wszystkich husytów, później umiarkowany ich odłam z głównym ośrodkiem życia religijnego w Pradze.
Utrakwiści rekrutowali się z mieszczaństwa i rycerstwa. W odróżnieniu od radykalnych ruchów husyckich stawiali na umiarkowaną społecznie i politycznie reformę kościelną. Ich program zakładał:
- prawo udzielania komunii wiernym pod dwiema postaciami (łac. sub utraque specie),
- wolność wygłaszania kazań i sprawowania liturgii w językach narodowych.

Postulowali również o zniesienie świeckiej władzy duchowieństwa i likwidację majątków kościelnych.
Od początku starali się podjąć mediację z Kościołem katolickim w sprawie uznania ich żądań. Z uwagi na różnice programowe byli w ciągłym konflikcie z obozem taborytów. W 1434 zawarli porozumienie z cesarzem Zygmuntem Luksemburskim i wysłannikami papieża. Kompaktaty praskie zagwarantowały im prawo do:
- nieskrępowanego odprawiania liturgii w języku czeskim,
- udzielania wiernym komunii pod dwiema postaciami,
- wyboru arcybiskupa praskiego przez czeski sejm.

Ugoda z obozem katolickim pozwoliła im pokonać w bitwie pod Lipanami 30 maja 1434 roku taborytów i usunąć ich z wpływu na dalszą politykę religijną w Czechach.
W 1435 utrakwiści wybrali własnego arcybiskupa. Został nim Jan z Rokycan, który należał do głównych teologów husyckich i jednocześnie był przywódcą religijnym utrakwistów.
W 1462 roku papież Pius II unieważnił kompaktaty praskie. Utrakwiści wzniecili powstanie, które zakończyło się w 1485 ugodą kutnohorską. Akt ten przywrócił obowiązywanie tolerancji religijnej w Czechach i pozwolił przetrwać Kościołowi utrakwistycznemu do XVII wieku. Kościół utrakwistyczny przestał istnieć wraz z zakończeniem działań wojennych na terenie Czech w czasie wojny trzydziestoletniej. W latach 1624–1627 ruch husycki został całkowicie zdelegalizowany.

## Administratorzy Kościoła utrakwistycznego
- 1431–1471 – Jan z Rokycan (arcybiskup praski 1435–1471)
- 1471–1497 – Wacław Koranda Młodszy (Václav Koranda Mladší)
- 1497–1499 – Jakubek ze Stříbra
- 1500–1517 – Paweł z Žatca (Pavel ze Žatce)
- 1517–1520 – Maciej Korambus (Matěj Korambus)
- 1520–1523 – Wacław z Litomyšla (Václav z Litomyšle)
- 1523–1529 – Gallus Cahera (Havel Cahera ze Žatce)
- 1542–1555 – Jan Mystopol
- 1562–1568 – Jan Mystopol
- 1581–1590 – Wacław Benešovský (Václav Benešovský)
- 1590–1593 – Fabian Rezek Strakonický
- 1594–1604 – Wacław Dačický (Václav Dačický z Brozan)